# Eva Gore-Booth

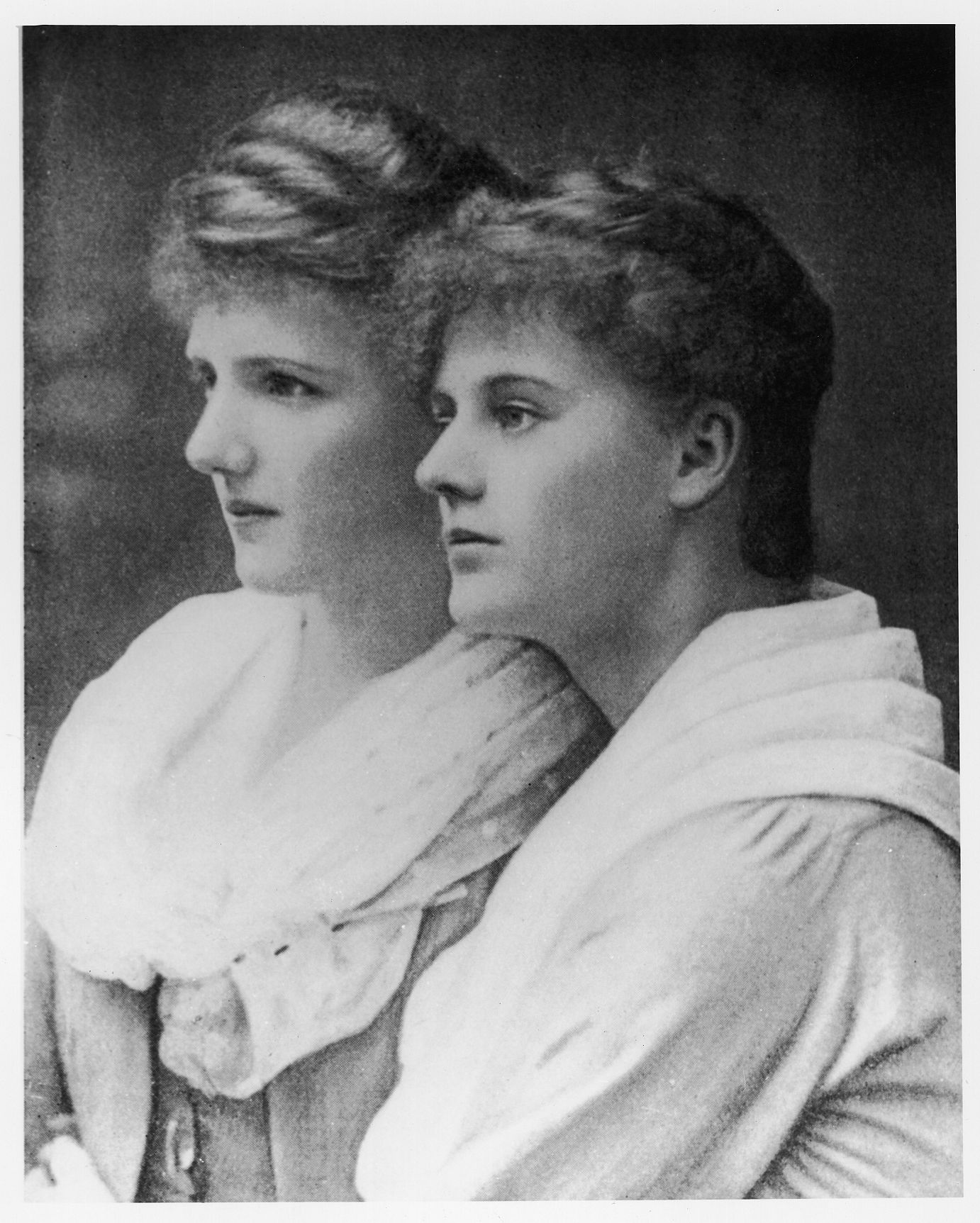
Eva Gore-Booth (l.) mit ihrer Schwester Constance

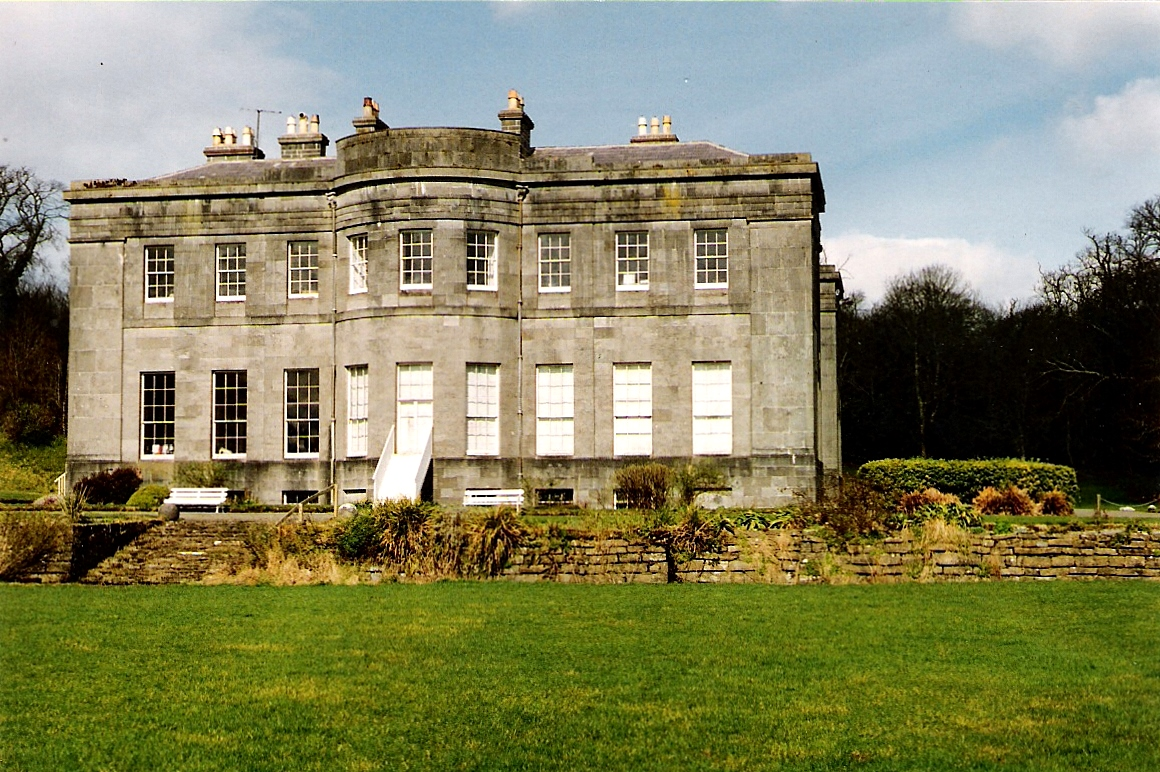
Lissadell House, Sitz der Familie Gore-Booth in Sligo

Eva Selina Laura Gore-Booth (* 22. Mai 1870 in Lissadell; † 30. Juni 1926 in London) war eine irische Dichterin, Pazifistin, Suffragette und Gewerkschafterin.

## Biographie

### Jugend und frühe Jahre
Eva Gore-Booth wurde als eines von fünf Kindern von Georgina, geb. Hill, und Henry Gore-Booth in Lissadell House im County Sligo geboren. Sie hatte zwei Brüder, Josslyn und Mordaunt, und zwei Schwestern, Constance und Mabel. Die Familie war sehr wohlhabend und gehörte zur Klasse der Grundbesitzer. Henry Gore-Booth war kein typischer Vertreter dieser Schicht, da er sich zum einen als Polarforscher betätigte und sich zum anderen – anders als die meisten Gutsherren – seiner sozialen Verantwortung bewusst war. Laut einem Bericht von Esther Roper, der späteren Lebensgefährtin seiner Tochter, versorgte er während der Hungersnot in Irland 1879 hungernde Arme mit Lebensmitteln und wurde dabei von seiner Familie aktiv unterstützt. Eva Gore-Booth und ihre Geschwister übernahmen vom Vater dessen Sinn für soziale Verpflichtung. So engagierte sich der Bruder Josslyn für genossenschaftliche Methoden und war der erste irische Grundbesitzer, der Teile seines Anwesens an seine Pächter verkaufte. Die Schwester Constance wurde bekannt als Constance Markiewicz und war Feministin und irische Nationalistin. Sie war die erste Frau, die ins House of Commons gewählt sowie die erste Frau, die im unabhängigen irischen Staat Ministerin wurde.
Die Schwestern Eva und die zwei Jahre ältere Constance verbrachten viel Zeit miteinander, und während ihre Schwester malte, las Eva, die introvertiertere der beiden, oder schrieb. Der Dichter William Butler Yeats, der sich öfter in Lissadell House aufhielt, schrieb über Constance und Eva:

Two girls in silk kimonos, both

Beautiful, one a gazelle.

Zwei Mädchen in Seidenkimonos, beide

Schön, eine von ihnen eine Gazelle.

Eva Gore-Booth besuchte keine Schule, sondern wurde von einer gelehrten Gouvernante unterrichtet. Sie lernte Latein, Griechisch und war in englischer, französischer und deutscher Literatur bewandert. Obwohl sie bei Hofe vorgestellt wurde, zeigte sie wenig Interesse am sozialen Leben der britischen Oberschicht. 1894 reiste Eva Gore-Booth mit ihrem Vater auf die Westindischen Inseln und nach Amerika, im Jahr darauf besuchte sie mit ihrer Mutter den europäischen Kontinent. Sie fuhren zu den Richard-Wagner-Festspielen nach Bayreuth und von dort nach Italien. In Venedig erkrankte Eva an Tuberkulose und die Ärzte rieten ihr, den Winter am Mittelmeer zu verbringen. Während ihres Aufenthalts im Haus des Schriftstellers George MacDonald in Bordighera lernte sie die Suffragette und Sozialaktivistin Esther Roper kennen. Zwischen den beiden grundsätzlich verschiedenen Frauen – Roper entstammte der Arbeiterschicht – entstand eine lebenslange Freundschaft und Arbeitsbeziehung, die mutmaßlich auch eine Liebesbeziehung war. Gore-Booth kehrte zunächst nach Irland zurück, wo sie zusammen mit ihren Schwestern Constance und Mabel in Sligo die dortige Gruppe der Irish Women's Suffrage and Local Government Association gründete. Dabei wurde sie von ihrer Familie großzügig finanziell unterstützt.

### Soziales und politisches Engagement
1897 zog Eva Gore-Booth nach Manchester zu Esther Roper, um mit dieser zu leben und zu arbeiten. Für sie war das Recht der Frauen auf Arbeit und faire Bezahlung untrennbar mit dem Wahlrecht verbunden, und sie und Roper engagierten sich insbesondere in Fragen der Stellung und den Arbeitsbedingungen berufstätiger Frauen. 1898 wurde sie gemeinsam mit Roper Sekretärin des Women's Textile and Other Workers Representative Committee und 1900 mit Sarah Dickenson Sekretärin des Manchester and Salford women's trade union council. Sie kämpfte gegen den Ausschluss von Mädchen von Stipendien am Municipal College of Technology und engagierte sich im Manchester University Settlement, indem sie Theater- und Gedichtgruppen für Arbeiterinnen leitete. Sie gab die Zeitung Women’s Labour News heraus und arbeitete an der Zeitung The Common Cause der National Union of Women’s Suffrage Societies mit. Darüber hinaus verfasste sie Broschüren zu Frauenfragen. Sie sprach auf Versammlungen und engagierte sich für die Rechte so unterschiedlicher Gruppen wie Grubenarbeiterinnen, Akrobatinnen, Bardamen und Blumenverkäuferinnen in London. 1901 sammelten Roper und Gore-Booth 30.000 Unterschriften für eine Wahlrechtspetition. Dabei lernten sie Christabel Pankhurst kennen, mit der sie sich anfreundeten, bis es zu einem Bruch zwischen den Frauen wegen der Militanz von Pankhurst kam.
Im Jahr 1906 war Eva Gore-Booth Mitglied einer Delegation von Suffragetten, die 25 Frauenverbände vertrat und das Frauenwahlrecht forderte. Sie wurde von Premierminister Henry Campbell-Bannerman empfangen, der ihnen mitteilte, dass das Kabinett diese Forderung ablehne. Gore-Booth war sehr enttäuscht von diesem Misserfolg und verarbeitete ihre Gefühle in Gedichten, aber verbreitete auch Zuversicht:

Oh, whatever men may do

Ours is the gold air and the blue.

Men have got their pomp and pride –

All the green world is on our side.

Oh, was auch immer Männer tun mögen.

Unser ist die goldene Luft und das Blau.

Männer haben ihren Pomp und Stolz –

Die ganze grüne Welt ist auf unserer Seite.

Im Jahr 1913 musste Eva Gore-Booth aus gesundheitlichen Gründen Lancashire zu verlassen, und sie und Esther Roper zogen nach London. Sie engagierte sich weiterhin in vielen Bereichen, so in der Kampagne gegen die Todesstrafe und im Tierschutz. Als Mitglied des Women's Peace Crusade (Friedenskreuzzug der Frauen) reiste sie durch das Land, um Reden gegen den Krieg zu halten und Gerichtsverfahren gegen Kriegsdienstverweigerer aus Gewissensgründen beizuwohnen, auch dem Prozess gegen den irischen Nationalisten Roger Casement, der 1916 hingerichtet wurde. 1915 war sie Mitglied des britischen Organisationskomitees des Internationalen Frauenfriedenskongresses in Den Haag. 1916 kam es zum erfolglosen Osteraufstand in Irland, an dem ihre Schwester Constance beteiligt war, die ebenfalls zum Tode verurteilt, aber zu lebenslanger Haft begnadigt und 1917 amnestiert wurde.
Mit dem Ende des Ersten Weltkriegs im Jahr 1918 war das Reisen wieder möglich, und Eva Gore-Booth und Esther Roper fuhren nach Italien. Zurück in London zog sich die gesundheitlich und psychisch angeschlagene Gore-Booth von der aktiven politischen Arbeit zurück und widmete sich religiösen und spirituellen Themen. 1925 erschien ihre Gedichtsammlung The Shepherd of Eternitywar, die letzte ihrer Veröffentlichungen zu Lebzeiten. Viele Gedichte reflektierten Aspekte des Lebens Christi und der christlichen Lehre.
Im Jahr 1925 wurde bei Gore-Booth Krebs diagnostiziert, im Jahr darauf starb sie an dieser Krankheit im Alter von 56 Jahren. Esther Roper besorgte die Veröffentlichung ihrer verbliebenen Werke. Roper starb 1938 und wurde im selben Grab auf dem St John-at-Hampstead Churchyard bestattet. Auf dem Grabstein steht ein Zitat von Sappho: „Life that is Love is God“ („Leben, das ist Liebe ist Gott“).

### Literarisches Werk
Eva Gore-Booth profilierte sich nicht nur als soziale Aktivistin, sondern auch als wichtige Protagonistin einer Wiederbelebung irischer Literatur. Ihre Gedichte wurden erstmals im Longman's Magazine veröffentlicht, und 1898 wurde ihr erster Gedichtband Poems publiziert, der von William Butler Yeats begeistert aufgenommen wurde. In der Folgezeit schrieb sie für zahlreiche Zeitschriften, unter anderem für die New Irish Review, Irish Homestead, The Savoy und The Yellow Book.
1903 wurden erstmals Gedichte von Gore-Booth in George Russells Anthologie New Songs. a Lyric Selection: Made by A.E. from Poems veröffentlicht. Ihr bekanntestes Werk, The little waves of Breffny, erschien 1904 in The One and the Many. Es folgten Werke wie The Egyptian pillar (1907), in dem sie sich mit christlicher Mystik und islamischen Themen auseinandersetzte, und The agate lamp (1912). Auch schrieb sie Theaterstücke, die oft Themen aus dem Ulster-Zyklus aufgriffen; Unseen kings wurde 1911 mit ihrer Schwester Constance in der Hauptrolle im Independent Theatre Company aufgeführt.

## Erinnerung
Name und Bild von Eva Gore-Booth (und von 58 weiteren Unterstützerinnen des Frauenwahlrechts) befinden sich auf dem Sockel der Statue von Millicent Fawcett auf dem Parliament Square in London, die 2018 enthüllt wurde.

## Publikationen (Auswahl)
- Poems (1898)
- Unseen Kings (1904)
- The One and the Many (1904)
- The Three Resurrections and The Triumph of Maeve (1905)
- The Egyptian Pillar (1907)
- The Sorrowful Princess (1907)
- The Agate Lamp (1912)
- Whence Come Wars? (1914)
- Religious Aspects of Non-Resistance (1915)
- The Perilous Light (1915)
- The Death of Fionavar from The Triumph of Maeve (1916)
- Rhythms of Art (1917)
- The Tribunal (1917)
- Broken Glory (1918)
- The Sword of Justice: A Play (1918)
- A Psychological and Poetic Approach to the Study of Christ in the Fourth Gospel (1923)
- The Shepherd of Eternity and other Poems (1925)
- The House of Three Windows (1926)
- The Inner Kingdom (1926)
- The World's Pilgrim (1927)
- The Buried Life of Deirdre (1930)